# آبشار نیاگارا (فیلم ۱۹۴۱)
آبشار نیاگارا (انگلیسی: Niagara Falls) فیلمی در ژانر کمدی رمانتیک به کارگردانی گوردون داگلاس است که در سال ۱۹۴۱ منتشر شد.